# Економіка Данії
Данія — індустріально-аграрна країна з високим рівнем розвитку. Доля промисловості в національному доході — більше 40 %. Країна знаходиться на першому місці у світі за обсягом зовнішньоторговельного обороту на душу населення.
Жодна точка метрополії не віддалена від моря на відстань понад 52 км. Головне природне багатство — нафта, газ та земля, 2/3 якої має аграрне застосування, 11 % — лісове, решта — поселення та озера. Основою добробуту є промисловість (75 % вартості експорту) та м'ясо-молочне тваринництво (90 % вартості аграрної продукції). Працює понад половина дорослих жінок. Данія має великий флот і багато торгових партнерів.
Експорт: м'ясо, молочні продукти, яйця, риба, шкурки норки, запчастини до автомобілів і літаків; текстиль, хімікати, електроустаткування.
- ВНП (2005) — USD 228,7 млрд.
- ВНП на душу населення (2005) — DKK 266,482

Валюта — Данська крона (DKK)
- 1 USD (квітень 2006) — DKK 6,01
- 1 EURO (квітень 2006) — DKK 7,46

Діти всього світу грають в конструктор «LEGO», створений в Данії.
У доповіді за 2009 рік аналітики європейського статистичного агентства «Eurostat» найбільш дорогою країною назвали Данію, життя в якій обходилося на 41 % дорожче, ніж у середньому в Європі.

### Фінансовий сектор

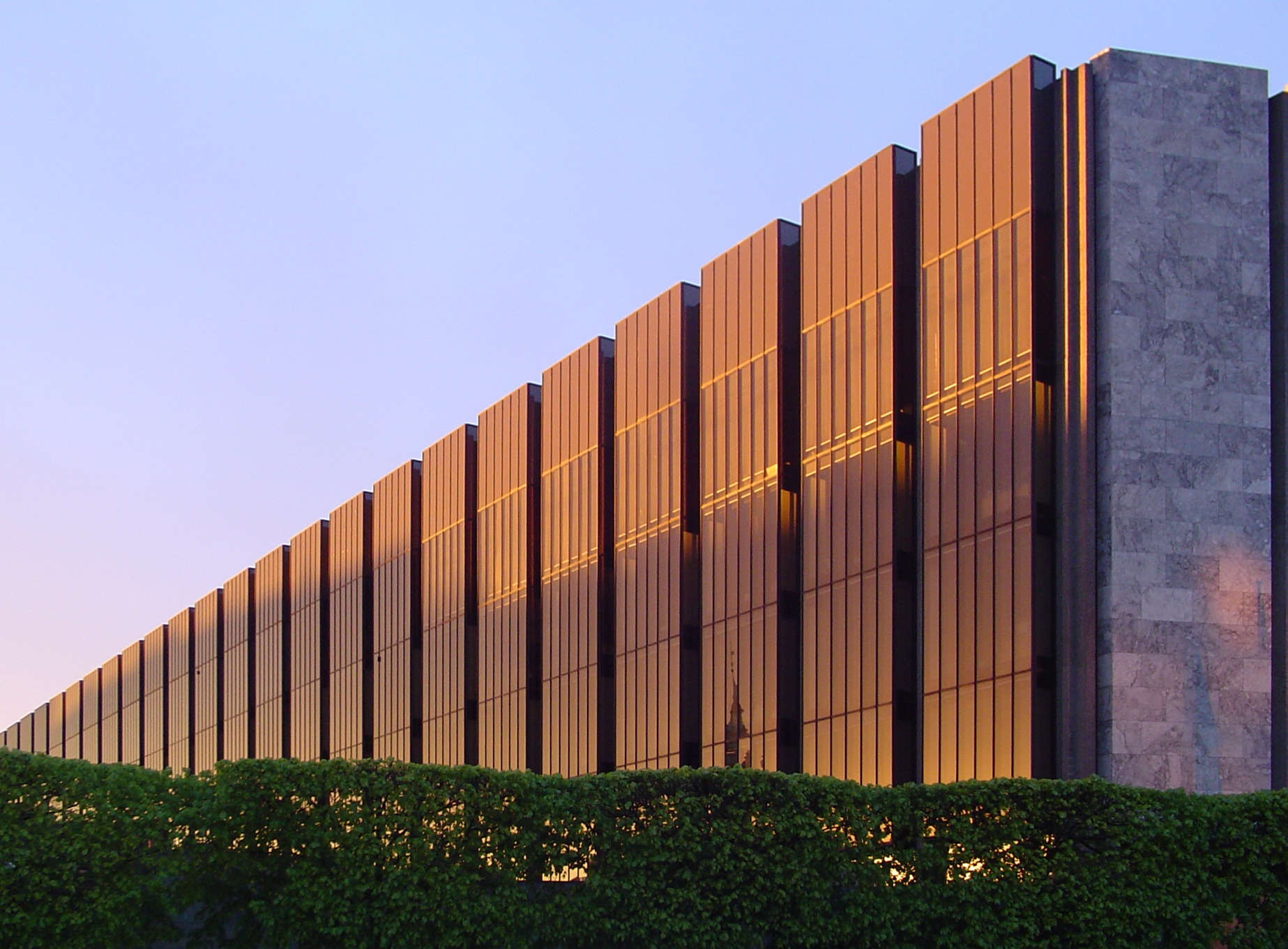
Національний банк Данії

Високе економічне зростання до першої нафтової кризи потягнуло за собою відчутний підйом у діяльності фінансового сектору у той час, як лібералізація фінансових ринків та розвитку технологій створення фінансових інструментів створило сприятливе підґрунтя для істотного збільшення ринку праці у другій половині 80-х років. Кінець 80-х років визначив чітку тенденцію Данського бізнесу до концентрації, що проявлялося у злиттях та поглинаннях компаній. Це створило необхідність у більш крупних та потужніших фінансових інститутах Данії. Тому за цей час фінансовий сектор пережив період об'єднання, який, у загальних рисах, вдвічі зменшив число фінансових інститутів та визначив появу двох основних банків Danske Bank та Nordea.

### Транспорт
Транспорт є одним з найважливіших секторів економіки Данії. У 1996 році транспорт склав 9 % від загальної вартості продукції Данії та 7 % від загальної зайнятості населення. Цей сектор виключно різноманітний за масштабом приватних підприємств. З одного боку, кількість великих державних чи приватних підприємств в галузі громадського транспорту, судноплавства та авіації незначна. З другого боку, значна кількість дрібних фірм, які працюють як з транспортуванням товарів (контракти на перевезення), так і з індивідуальними перевезеннями (таксі).

### Азартні ігри
Азартні ігри в Данії є повністю легальними і суворо регламентованими, більша частина цього ринку контролюється державною установою Danske Spil. Ринок азартних онлайн-ігор в Данії був закритим для іноземних операторів до 2008 року, а з того часу іноземні оператори також мають право на отримання місцевих ліцензій.